# Мамутов, Валентин Карлович
Валентин Карлович Мамутов (30 января 1928, Одесса, УССР, СССР — 15 марта 2018, Донецк, Украина) — советский и украинский учёный-правовед, доктор юридических наук, профессор, академик Национальной академии наук Украины, бывший директор Института экономико-правовых исследований Национальной академии наук Украины.

## Биография
В 1949 году окончил Свердловский юридический институт. В 1957—1965 годах возглавлял юридическое управление крупнейшего в СССР Донецкого Совнархоза. В 1965 году защитил докторскую диссертацию «Регулирование компетенции хозяйственных органов промышленности СССР (в решении хозяйственных вопросов)». В 1966 г. назначается заместителем руководителя Донецкого отделения Института экономики АН УССР. С 1969 г. стал заместителем директора Института экономики промышленности АН УССР по научной работе. В 1972 г. был избран членом-корреспондентом АН УССР, а в 1988 г. — академиком АН УССР. Награждён орденом Дружбы народов.
Валентин Мамутов сделал весомый вклад в становлении и развитии исследований в области комплексного экономико-правового подхода к управлению производством как в народном хозяйстве СССР (монографии «Компетенция государственных органов в решении хозяйственных вопросов промышленности» (1964), «Экономические санкции и дисциплина поставок» (в соавт., 1976) и др.) так и Украины в дальнейшем после перестройки. В частности, он разрабатывал идеи хозяйственной самостоятельности Донбасса, осуществлял руководство и участвовал в подготовке современного Хозяйственного кодекса Украины, принятого в 2003 году и вступившего в силу 1 января 2004 года. К его заслугам можно отнести исследования и претворение в жизнь рекомендаций по антимонопольному праву и предупреждению «тенизации» экономики Украины.

## Смерть
Умер 15 марта 2018 года в Донецке, Украина.

## Награды
- Орден князя Ярослава Мудрого III ст. (27 июня 2012)[2], IV ст. (27 ноября 2008)[3], V ст. (24 января 2003)[4].
- Знак отличия Президента Украины — юбилейная медаль «20 лет независимости Украины» (19 августа 2011 года)[5].
- В 2002 году Валентину Мамутову было присвоено звание «Почётный гражданин Донецка»[6].